# Shamrock
Shamrock (♣), som er en tre-bladet Hvid-Kløver, er et symbol for Irland. Navnet shamrock er en engelsk afledning af det irske ord seamróg, som igen er en diminutivform af det irske ord for kløver: Seamair.
Den kløverart, som betegnes shamrock, har tidligere været Trifolium repens (irsk: seamair bhán), men i dag er det sædvanligvis Trifolium dubium (fin kløver, irsk: seamair bhuí). Der er imidlertid også andre tre-bladede planter, som f.eks. Humle-Sneglebælg (Medicago lupulina), Rød-Kløver (Trifolium pratense), og Skovsyre (Oxalis), der sommetider betegnes shamrock. Shamrock blev traditionelt brugt som lægeurt, og den var desuden et populært motiv i Victoriatiden.

## Symbol for Irland

### Historie
Ifølge en irsk tradition, som Oxford English Dictionary kalder "sen" (eftersom den første gang er påvist udtrykt i 1726), brugte Sankt Patrick planten til at udtrykke doktrinen om treenighed. Den posthume karakter af denne legende (som således først er dokumenteret omkring 1.200 år efter Sankt Patricks død) og manglen på beviser for den i helgenens efterladte skriftlige værker har givet anledning til at tvivle på dens autenticitet.

### Moderne brug
Som mærke er Shamrock blevet registeret som varemærke af den irske regering. Tegnet bruges også uformelt som emblem for sportshold og organisationer i Irland, så f.eks. Rugby-unionen (IRFU), Boston Celtics, Cliftonville F.C., Shamrock Rovers F.C., IDA Ireland, University College Dublin og Fáilte Ireland benytter det som en del af deres identitet. I Nordirland anvendes det af Nordirlands Turistorganisation.
Den keltiske harpe, ofte kaldt "Brian Borus harpe", er Irlands primære symbol, som optræder på frimærker, regeringsemblemer, de irske euromønter, militære distinktioner og Irlands præsidents våbenskjold. Den er registeret hos World Intellectual Property Organization som symbol på Ireland.
Organisationer, virksomheder og steder rundt om i verden, som har forbindelse med Irland benytter ofte et af emblemerne shamrock eller den keltiske harpe til at kendetegne forbindelsen.

## Anden brug
- Byflaget for Montreal i Quebec i Canada har en shamrock placeret i nederste højre kvadrant. Den repræsenterer den irske befolkningsdel, som er en af de fire etniske grupper, som byens befolkning bestod af i det 19. århundrede, da flaget blev designet.
- Canadas våbenskjold indeholder nederst en shamrock
- Der findes en shamrock på passtemplet i Montserrat, hvor mange indbyggere er af irsk oprindelse.
- Luftfartselskabet Aer Lingus benytter emblemet i sine logoer, og dets kaldesignal i flyvekontrollen er "SHAMROCK".
- Flaget Erin Go Bragh, der oprindeligt er fra Sankt Patricks bataljon, viser en middelalderlig irsk harpe, en Clàrsach, som hviler på en krans af kløver. Flaget er et stærkt symbol på irsk nationalisme og ses ofte brugt under paraderne på Sankt Patricks dag.
- Soldater fra Royal Irish Regiment fra British army benytter også en shamrock som deres emblem og bære en ranke af shamrock på Sankt Patricks dag. Shamrock sendes til ethvert sted i verden, hvor regimentet er stationeret. Dronning Victoria bestemte for over hundrede år siden, at soldater fra Irland skulle bære en ranke af shamrock som anerkendelse af de irske soldater, som havde kæmpet så tappert i Boerkrigen, og denne tradition er fortsat af soldater i British army fra både Nordirland og Irland efter Irlands deling i 1921.
- Våbenskjoldet i flaget tilhørende Royal Ulster Constabulary George Cross Foundation hvilede ligeledes på en krans af shamrock.[3]
- Fodboldklubben Celtic F.C. benytter en shamrock-firkløver på sit bomærke.
- I Danmark indgår en shamrock i bomærket for fodboldklubben Viborg FF.